# Мохомбі
Мохомбі Нсасі Моупондо (англ. Mohombi Nzasi Moupondo, відоміший як Мохомбі (англ.   Mohombi, н. 28 серпня 1986, Кіншаса, Заїр) — шведсько-конголезький R&B-співак, автор пісень і танцюрист. Виріс у Стокгольмі. Свій перший контракт підписав із популярним продюсером RedOne і лейблом 2101 Records, що входять до складу медіахолдингу Universal Music Group. З 2004 до 2008 Мохомбі з братом Дхо Моупондо був учасником шведської хіп-хоп групи Avalon. У серпні 2010 року Мохомбі випускає свій дебютний сингл Bumpy Ride. Композиція потрапила в десятку хітів у багатьох європейських країнах.

## Дитинство та юність
Мати шведка, батько конголезець. Народився в багатодітній родині (14 дітей). Коли Мохомбі було 13 років, в 1999 році сім'я емігрувала до Швеції і оселилася в Стокгольмі. З самого дитинства батьки прищеплювали Мохомбі любов до музики. Мохомбі навчався у музичній школі Rytmus Music High School в Стокгольмі і дебютував на сцені в постановці культового шоу «Wild Side Story», коли йому було 17 років. Далі Мохомбі продовжив навчання в Королівській вищій музичній школі в Стокгольмі, де здобув ступінь бакалавра в галузі музики. Володіє шістьма мовами: шведською, англійською, французькою, іспанською, суахілі і лингала.

## Кар'єра
31 жовтня 2010 року у Британії вийшов сингл «Miss Me», записаний в дуеті з репером Nelly. Третім синглом Махомбі стала пісня «Dirty Situation (feat. Akon)», яка побачила світ 11 листопада. Перший альбом Махомбі вийшов у світ в Європі 28 лютого 2011 під назвою «MoveMeant». У альбомі представлені запальні мелодії, виконані як сольно, так і в дуетах з відомими музичними діячами: Ніколь Шерзінгер, Pitbull, Nelly і Akon.
У грудні 2011 року Мохомбі випускає свою версію синглу «Zombie» під назвою «In Your Head». Композиція відразу отримала багато продажів і копій в багатьох країнах, 25 млн переглядів на YouTube.
3 червня 2014 року виходить в світ 2 сингли «Movin», «SummerTime», після чого 16 липня в Японії виходить 2 студійний альбом співака «Universe». У листопаді Мохомбі представляє ще 1 сингл і кліп на підтримку свого альбому з однойменною назвою Universe.
Потім Мохомбі працював з такими виконавцями як Nicole Cherry, Joey Montana, Pitbull, Wisin, Flo Rida, Alexandra Stan, Akon, Lumino, Ardian Bujupi, Tsalikis.
За пісню «Baddest Girl In Town» Mohombi, Pirbull, Wisin отримують премію-Grammy.
3 червня 2016 року Мохомбі випустив сингл і кліп «Infinity», після чого отримав велику підтримку від шанувальників.
У 2016 році Мохомбі співпрацює з Джої Монтаною в реміксі «Picky Picky» за участю Akon.
У лютому 2017 року Араш і Мохомбі випускають кліп «Se Fue», записаний 3-ма мовами: іспанською, англійською, перською.
У червні 2017 року виходить кліп і сингл «We On Fire» спільно з репером D.Kullus.

### У складі Avalon
У Стокгольмі Мохомбі, спільно зі своїм братом Дхо Моупондо, який відоміший як DJ Djo, створили групу «Avalon», яка поєднує денсхолл з хіп-хопом з характерним африканським колоритом. З 2004 по 2008 роки група продала понад півмільйона записів і виграла премію «African Kora Awards», африканський аналог премії «Греммі». Далі Мохомбі відправився в Лос-Анджелес в пошуках більшого, робити сольну кар'єру. 2005 року група Avalon брала участь в Melodifestivalen, група Avalon вирушає на конкурс пісні Євробачення у 2005 році в Лінчепінге в Швеції з англійською та французькою двомовною піснею з мовним введенням в Lingala під назвою «Big Up», в 2005 році Avalon Group бере участь в шоу sthlm, щорічному музичному фестивалі, організованому в Lava Kulturhuset.
2 червня 2007 року брали участь в Hoodsfredsfestivalen в Кисті. 2007 року група Avalon випустила альбом Afro-Viking. Група Avalon співпрацювала з такими виконавцями пісень, як Боб Сінклар, Мільйон Стільз, Мохаммед Ламін і Срібна кімната, Олександр Пападімас і багато інших.

### 2010-11: MoveMeant
Мохомбі спільно з шведським репером Lazee написали сингл «Do It», який вийшов у Швеції 31 травня 2010 року. Сингл дебютував в шведському хіт-параді під дев'ятим номером. У Лос-Анджелесі Мохомбі познайомився через друзів з продюсером RedOne, який на той момент заснував лейбл 2101 Records. Дебютний сингл співака, «Bumpy Ride», вийшов у Сполучених Штатах 24 серпня 2010 року. Далі Мохомбі співпрацював з американським репером Nelly в створенні композиції «Miss Me». Композиція вийшла 31 жовтня 2010 року у Великій Британії. Третім синглом Мохомбі став «Dirty Situation», який вийшов у Європі 11 листопада і записаний разом з R&B-співаком Akon. Дебютний студійний альбом Мохомбі «MoveMeant» вийшов у Європі 28 лютого 2011 року та наприкінці 2011 року в США. 2011 року Мохомбі взяв участь у створенні композиції «Hola Hoop» співачки Стелли Мвангі в альбомі «Kinanda». Також записав композицію «Coconut Tree» разом з Ніколь Шерзінгер.

### 2014 року— Universe
2 вересня 2011 року Мохомбі випустив сингл «Maraca» в iTunes в Швеції. Також записав пісню «Suave» разом з Найер і Pitbull. 2011 року Мохомбі був номінований на премію European Music Awards в Белфасті по номінації «Кращий шведський виконавець». 16 грудня 2011 року він з'явився як гість в румунському шоу музичних талантів «Голос Румунії».
16 липня 2014 року Мохомбі випустив 2 студійний альбом «Universe».

### Подальший розвиток
Мохомбі запросили в липні 2015 для представлення молоді своєї країни на саміті Організації Об'єднаних Націй в Нью-Йорку.
У 2018 році Мохомбі є послом в організації ООН з Всесвітньої продовольчої програми ООН.
Був учасником Melodifestivalen у 2019 та 2020 роках.
У грудні 2022 року Мохомбі оголосив про свою кандидатуру на президентських виборах 2023 року як незалежний кандидат..